# Ante mortem ne laudes hominem quemquam
 Ante mortem ne laudes hominem quemquam  лат. (изговор:  ante mortem ne laudes hominem kvemkvam). Прије смрти не хвали ниједног човјека. (Вулгата)

## Поријекло изреке
Ова изрека је написана крајем IV вијека, у Вулгати, најпознатијем преводу Библије на латински језик.

## Тумачење
Човјек је по природи грешан. Када издржи провјеру цијелог његовог живота, значи до смрти, слави га.